# Maikel García
Maikel José García (La Sabana, 3 de marzo de 2000) es un campocorto de béisbol profesional venezolano que juega para los Kansas City Royals en la Major League Baseball (MLB) y para los Tiburones de La Guaira en la LVBP. .

## Carrera profesional
García firmó con los Kansas City Royals como agente libre internacional en julio de 2016. Los Reales lo agregaron a su lista de 40 hombres después de la temporada 2021.